# Wiktor Grodecki
Wiktor Grodecki (ur. 25 lutego 1960 w Warszawie) – polski reżyser, scenarzysta, montażysta na stałe mieszkający i tworzący za granicą: w USA, Wielkiej Brytanii, Czechach, Niemczech i na Litwie, zajmujący się filmami fabularnymi i dokumentalnymi.

## Życiorys
Studiował na wydziale reżyserii w Państwowej Wyższej Szkole Filmowej, Telewizyjnej i Teatralnej w Łodzi pod kierunkiem prof. Wojciecha Jerzego Hasa. Od 1983 r. mieszka poza krajem w Los Angeles i Londynie. Drogę do zagranicznej kariery przetarł Grodeckiemu zrealizowany w USA film Him z 1985 r. Obraz ten wyprodukowany został przez University of Minnesota Film Society przy współpracy ze znanym producentem Albertem Milgronem.
W 1994 r. nakręcił dokumentalny film o dziecięcej prostytucji Not Angels But Angels. Kontynuacją tego tematu był zrealizowany w Czechach dokumentalny Body Without Soul, kontrowersyjny film mówiący o prostytucji wśród praskich nastolatków. Rozgłos w Czechach przyniósł mu w 1997 r. film Mandragora, będący dramatyczną opowieścią o młodym chłopaku poznającym świat prostytucji, narkotyków i AIDS. Film zdobył szereg nagród i obejrzał go również Václav Havel, który w liście do reżysera osobiście gratulował mu filmu.
W 1999 roku Wiktor Grodecki zrealizował w Niemczech telewizyjną komedię romantyczną Ich wünsch Dir Liebe z Mariane Sagebrecht w roli głównej, a w roku 2004 odbyła się premiera Nienasycenia (Insatiability) według powieści Witkacego (Na Międzynarodowym Festiwalu Filmowym w Berlinie) – za który to film Grodecki otrzymał nagrodę Najlepszego Niezależnego Reżysera Roku przyznawaną przez Amerykańskie Stowarzyszenie Aktorów (Screen actors Guild) w Los Angeles.

## Filmografia

### Scenarzysta
- 2003: Nienasycenie
- 2000: Inferno
- 1997: Mandragora
- 1996: Body Without Soul(inne języki)
- 1994: Not Angels But Angels(inne języki)
- 1984: Him

### Reżyser
- 2003: Nienasycenie
- 2003-2005: Czego się boją faceci, czyli seks w mniejszym mieście, seria 1, odcinki 4-13
- 2000: Inferno
- 1999: Ich wünsch Dir Liebe
- 1997: Mandragora
- 1996: Body Without Soul(inne języki)
- 1994: Not Angels But Angels(inne języki)
- 1984: Him
- 1982: Nagi przyszedlem
- 1981: Już tylko tyle
- 1981: Portret artysty z czasów młodości
- 1981: Nie brookliński most

### Montażysta
- 2003-2005: Czego się boją faceci, czyli seks w mniejszym mieście, nadzór montażowy odc. 1-3, montaż odc. 4-13
- 2000: Inferno
- 1997: Mandragora
- 1994: Nocny pociąg do Wenecji
- 1993: „König der letzten Tage(inne języki)” ARD